# Луций Папирий Курсор (консул 293 года до н. э.)
Луций Папирий Курсор (лат. Lucius Papirius Cursor) — римский военачальник и политический деятель, консул 293 и 272 годов до н. э.

## Биография
Луций Папирий происходил из древнего патрицианского рода Папириев. Его отцом был выдающийся римский полководец Луций Папирий Курсор, которого пять раз избирали консулом.
В 293 до н. э. Луций Папирий был избран консулом совместно со Спурием Карвилием Максимом в самый разгар Третьей Самнитской войны. Самниты, собрав огромное войско, вторглись в Кампанию. Однако, консулы вместо того, чтобы идти на врага, проникли в незащищённые районы Самния. Папирий захватил город Дуронию, в то время как его коллега разорял Самний. После этого он разбил свой лагерь напротив войск самнитов, располагавшихся в Аквилонии. Через несколько дней Папирий атаковал врага, предварительно договорившись с Карвилием. В день начала атаки под Аквилонией Карвилий начал боевые действия против самнитов под Коминием. В битве при Аквилонии Луций Папирий одержал блистательную победу в основном благодаря кавалерии. Также удача сопутствовала римлянам и в битве при Коминии. Папирий продолжал боевые действия до начала зимы, после чего вернулся в Рим, где отпраздновал великолепный триумф. Все вырученные деньги от продажи пленных Луций Папирий внёс в казну, ничего не раздав солдатам, чем вызвал возмущение народа. Также Папирий освятил храм Квирину, обет о возведении которого дал ещё его отец в бытность диктатором, и украсил его самнитскими доспехами и первыми в Риме общественными солнечными часами. В следующем году Папирий проводил консульские выборы, сам Папирий был избран претором.
В 272 до н. э. Луций Папирий, став консулом во второй раз, воевал против самнитов, луканов, бруттиев и кампанцев. За успешные боевые действия он был удостоен триумфа.